# Bertiera rosseeliana
Espèce
Bertiera rosseeliana est une espèce de plantes à fleurs de la famille des Rubiaceae et du genre Bertiera. C'est un arbuste présent au sud du Cameroun et dans la région continentale de la Guinée équatoriale.

## Étymologie
Son épithète spécifique rosseeliana rend hommage à Jacques Rosseel, chef de composante du programme ECOFAC (Écosystèmes forestiers d'Afrique centrale) au Cameroun (2001-2004).